# 三頭鷹

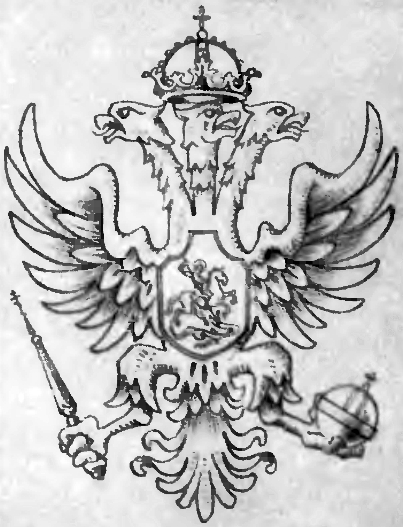
米哈伊尔·费奥多罗维奇·罗曼诺夫設計的三頭鷹

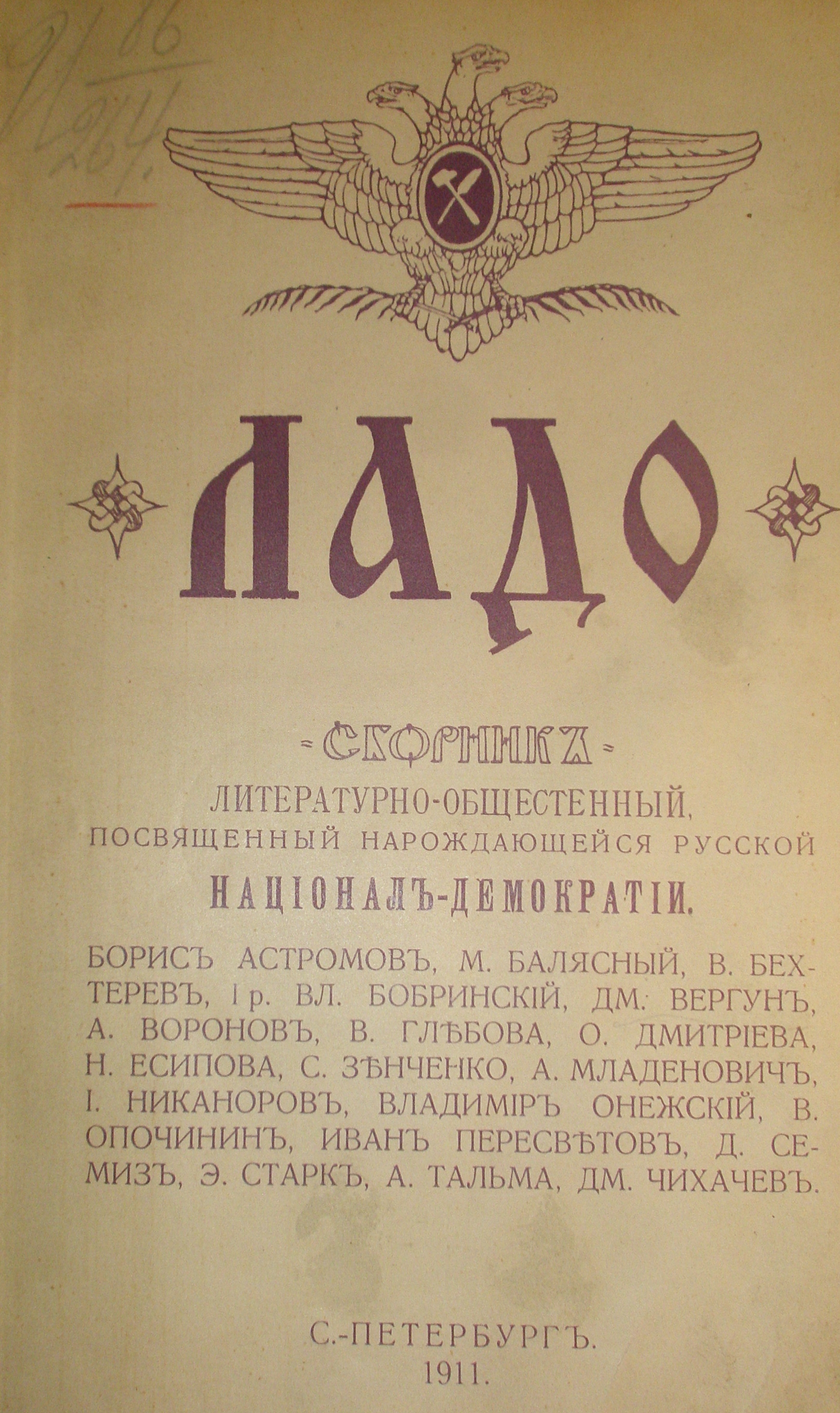
《Ладо》封面上也有三頭鷹

三頭鷹（three-headed eagle）是神話中的鳥類，也出現在紋章中，外形類似双头鹰。
在基督教次經《以斯拉續篇下》中，有提到以斯拉在異夢中看到一個三頭鷹。在车臣人的民間故事中，三頭鷹是可怕的敵人，後來被英雄殺死。
雅库特人及多尔干人傳說中有一種動物叫Öksökö（Өксөку），是二個頭或是三個頭的老鷹。
三頭鷹曾出現在13世紀的紋章中，吟遊詩人Reinmar von Zweter（1200-1248）曾有紀載。
在煉金術論文《Splendor Solis》中也有出現三頭鳥（不一定是三頭鷹），大約是1530年代的作品。
沙皇米哈伊尔·费奥多罗维奇·罗曼诺夫以三頭鷹為裝飾，而且用三頭鷹作為代表俄羅斯的符號。文學選集《Ладо》在1911年出版，一開始就有一首Dmitriy Vergun的詩「斯拉夫之鷹」（Славянский орел），其中有說明三個頭是表示形成俄羅斯的三種民族，頭向左的是表示瓦良格人，頭在中間的是表示斯拉夫人，頭向右的是表示蒙古人。
A. Ferris所著的《The Three-Headed Eagle》（1944）以以斯拉續篇為基礎討論歐洲人的命運。